# DVDFab Passkey
DVDFab Passkey（ディーブイディーファブ パスキー）は中国のフェンタオソフトウェア→ディーブイディーファブソフトウェアによって開発された、DVD・Blu-ray Disc用の常駐型DVDリッパー。
なお、日本では、2012年6月20日に、DVDなどに用いられる「CSS」などの暗号型技術を、著作権法上の対象となる「技術的保護手段」に追加するDVDのリッピングの違法化を盛り込んだ著作権改正法案が可決されている。これに伴い、CSS等の保護技術を回避してのDVDのリッピングは私的複製の対象外となり違法行為となる（ただし、CSS等の保護技術が使われていないDVDのリッピングについては、改正後も従来と変わりはない）。CSSを回避するプログラム・装置を提供することについても規制され、刑罰の対象となる。その一環として、2015年3月20日より1か月間、サラリーマン山崎シゲルと日本映像ソフト協会のタイアップにより、アンチリッピング防止を呼びかけるキャンペーンが実施された。